# Roma (Perù)
Roma è una città del Perù nella provincia di Ascope. La città dista 604 km a Lima. La cittadina sorge nella pianeggiante Valle Chicama.

## Economia
La maggior parte della popolazione di Roma è impegnata in attività agricole relative alla coltivazione e produzione della canna da zucchero e dei suoi derivati, come l'alcool, la melassa e la bagassa. Inoltre ci sono piantagioni di mais, erba medica, manioca, patate e frutta sulle rive del fiume Chicama.

## Geografia fisica

### Clima
Roma ha una temperatura media annua di 18 °C, una umidità relativa del 80% e il suo clima è caldo e secco.